# Луго, Фернандо
Ферна́ндо Арми́ндо Лу́го Ме́ндес (исп. Fernando Armindo Lugo Méndez [ferˈnando arˈmindo ˈluɣo ˈmendes]; род. 30 мая 1951, Сан-Солано, округ Сан-Педро-дель-Парана, департамент Итапуа, Парагвай) — парагвайский политик и церковный деятель. Президент Парагвая (2008—2012).

## Биография
Родился в малорелигиозной, оппозиционной режиму Стресснера семье. Работая учителем в промышленном районе, видел много религиозных людей, не имеющих возможности встретиться со священником. Это привело его к тому, чтобы в 1970 году поступить в семинарию вербистов. 15 августа 1977 года рукоположён в священники. В течение пяти лет работал миссионером в Эквадоре; вернувшись в Парагвай, был в 1983 году выслан оттуда и продолжал в Риме своё образование. В 1987 году вернулся на родину. 17 апреля 1994 года стал епископом епархии Сан-Педро, расположенной в самом бедном районе страны, и был прозван «епископом бедных». 11 января 2005 года сложил с себя сан, чтобы прийти в политику.
Вступив в 2007 году в Христианско-демократическую партию, входящую в коалицию «Патриотический альянс за изменения», стал кандидатом от левых на президентских выборах 2008 года. 20 апреля 2008 года победил простым большинством голосов кандидата правящей партии «Колорадо» Бланку Овелар, став вторым левым президентом Парагвая (первым был Рафаэль Франко в 1936—1937 гг.) и покончив с 61-летним правлением партии «Колорадо».
15 августа 2008 года Луго сменил на посту президента страны лидера партии «Колорадо» Никанора Дуарте Фрутоса.
13 апреля 2009 года Луго был вынужден признать, что когда был епископом, он нарушил обет безбрачия, обязательный для католических священников, и имел сексуальную связь с 26-летней девушкой, от которой у него родился сын. Папа римский Бенедикт XVI освободил его от обета безбрачия 31 июля 2008 года, а сын родился 4 мая 2007 года. Несмотря на призывы подать в отставку в связи с этим скандалом, Луго заявил, что останется на своём посту до 15 августа 2013 года, то есть до дня истечения срока своих президентских полномочий.
За неспособность подойти к решению аграрного вопроса, одной из главных проблем Парагвая, правительство Луго подвергалось нападкам со стороны левых партизан Армии парагвайского народа (EPP). С другой стороны, к вооружённой борьбе против коммунистов, левых сил и фактически против президента Луго призывал ультраправый парагвайский бизнесмен чилийского происхождения Эдуардо Авилес.
5 ноября 2009 года по приказу Луго были уволены командующий сухопутными силами генерал Хуан Оскар Веласкес, командующий ВВС генерал Дарио Давалос и командующий национальным флотом контр-адмирал Клауделино Рекальде, подозреваемые в подготовке путча.
22 июня 2012 года Сенат Парагвая объявил импичмент Луго в связи со стычкой полиции с безземельными крестьянами, что было объявлено оппозицией следствием проводимой президентом земельной реформы. Президентом стал вице-президент Федерико Франко.